# Estación Higashiyama Kōen
La estación Higashiyama Kōen (東山公園駅 Higashiyama Kōen-eki?) de la Línea Higashiyama, es operada por el Buró de transporte de la ciudad de Nagoya, y está identificada como H-17. Se encuentra ubicada en el barrio de Higashiyamatōri, Chikusa, en la ciudad de Nagoya, prefectura de Aichi, Japón. La estación abrió el 1 de abril de 1963. 
Presenta una tipología de andén central o isla, describiendo una leve curva, y cuenta con 4 accesos, como así también escaleras mecánicas y ascensor.

## Otros medios
- Bus de Nagoya
  - Línea: 1.

## Sitios de interés
- Parque Higashiyama
  - Zoológico y Jardín Botánico Higashima
  - Higashiyama Sky Tower
  - Biblioteca pública de Chikusa
- Centro deportivo de Chikusa

## Imágenes

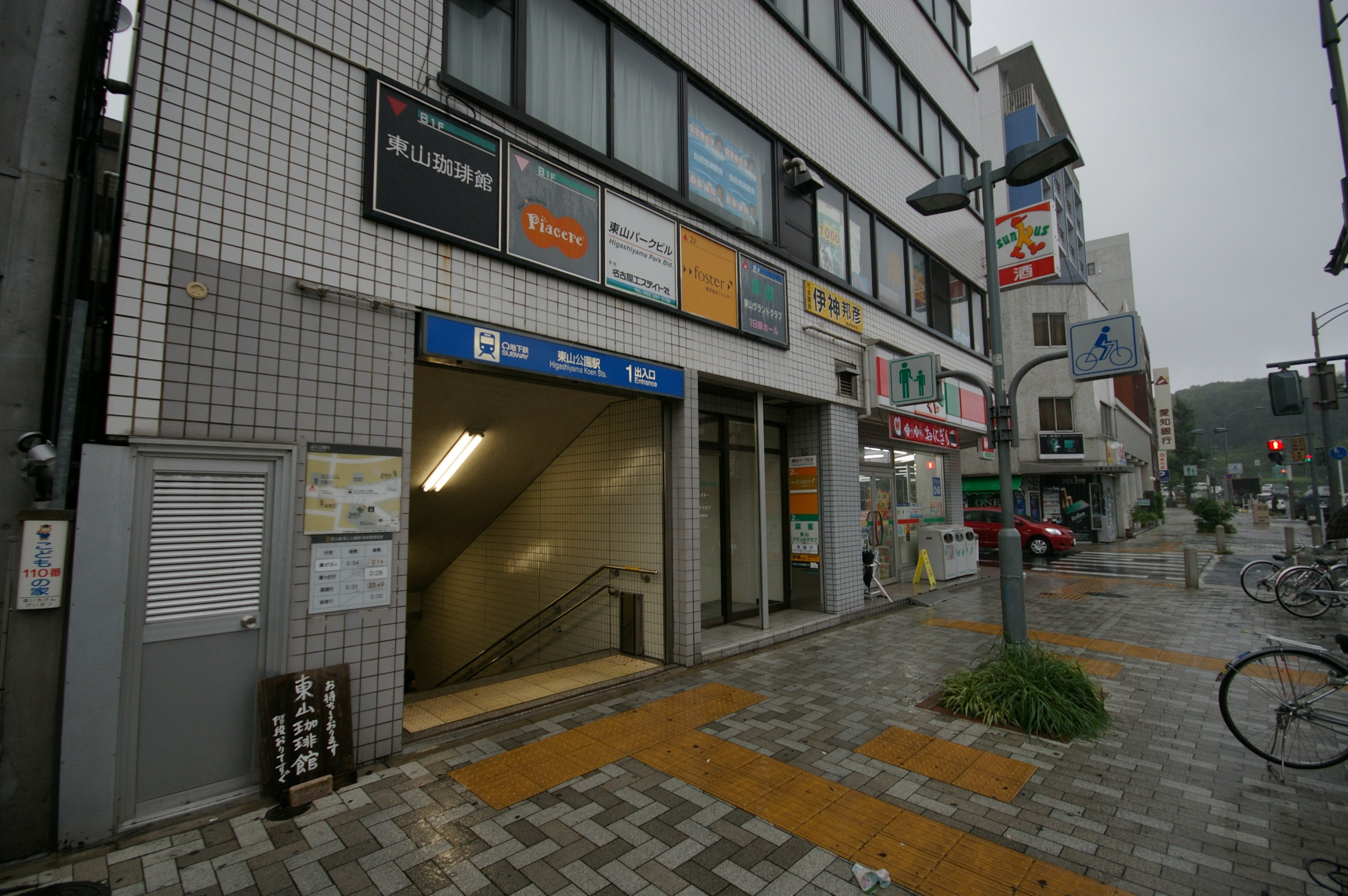
Acceso N° 1.